# Rózsaszín zaj
A rózsaszín zaj (pink zaj), vagy más néven 1/f zaj olyan zaj, melynek a teljesítményspektrum sűrűsége (energia/Hz) fordítottan arányos a frekvenciával. Minden oktáv egyenlő mértékű teljesítménnyel rendelkezik. Az elnevezés a látható fény pink (rózsaszín) spektrumából származik.

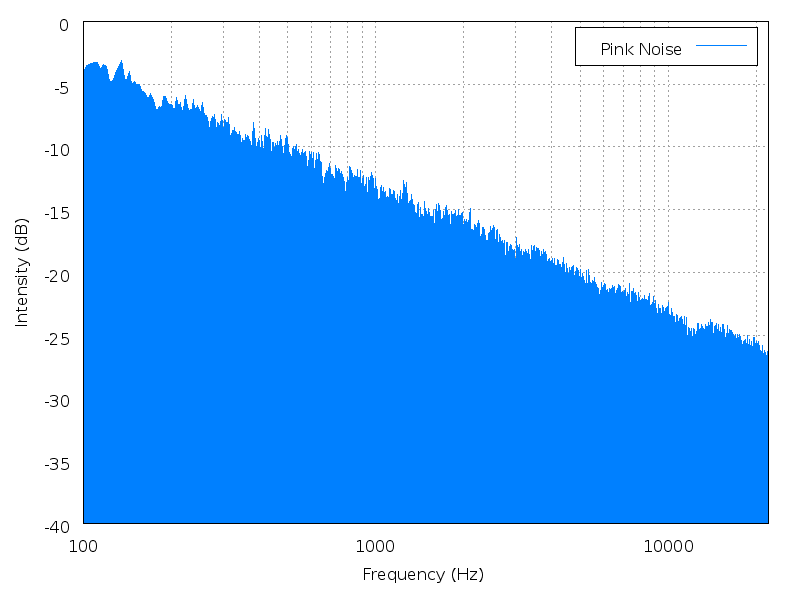
Pink zaj spektruma

Kissé lazább megfogalmazásban az 1/f zajt a következő formában is kifejezik:
{\displaystyle S(f)\propto 1/f^{\alpha }}
ahol f a frekvencia, és 0 < α < 2, ahol α általában közel 1. Az α 1 közeli értéke kvázi-egyensúlyi rendszereknél figyelhető meg, míg α szélesebb értékei a nem egyensúlyban lévő dinamikus rendszerek jellemzője.
Az 1/f zajt szokták flickerzajnak is hívni, habár a flickerzaj elnevezést általában elektronikus készülékeknél használják, ahol az egyenáram okozza ezt a zajt. Ritkábban fraktális zajnak is hívják, mely arra utal, hogy a spektrum kitevője nem egész értékeket is felvehet, és kapcsolatban van a fraktális Brown-mozgással.
Állandó sávszélességen, a pink zajt az jellemzi, hogy energiája 3 dB-lel csökken oktávonként. Magasabb frekvenciákon nem domináns.
Az emberi hangérzékelő rendszer, mely durván logaritmikus módon dolgozza fel a frekvenciákat a Bark-skála szerint, nem érzékel egyenlő mértékben: a 2–4 kHz sávban hangosabban, és más frekvenciákon csökken a hangosság érzékelése, függően a távolságtól és az erősségtől. Ennek ellenére az emberi fül képes különbséget tenni a pink zaj és a fehér zaj között.
A grafikus kiegyenlítő (hangszínszabályozó) a jeleket sávokra osztja fel logaritmikus módon. Hangmérnökök a pink zajt használják fel tesztelésre, hogy a vizsgált rendszer egyenletes frekvencia válasszal rendelkezik. Ahol nem egyenletes frekvencia választ érzékelnek, ott a grafikus kiegyenlítővel lehet kiegyenlíti a hangosságot. Pink zaj generátorok kaphatók a kereskedelmi forgalomban. A crest-tényező a zaj fontos jellemzője, a csúcs érték viszonya az átlagos energia tartalomhoz. A crest-tényezőt tesztelési célra használják audio teljesítmény erősítőknél és hangszóróknál.
10 s rózsaszín zaj

Probléma esetén lásd:Médiafájlok kezelése.

## Általánosítás több dimenzióra
A pink zaj spektrumára csak egy dimenzió esetén jellemző az 1/f. Kettő dimenziónál f2, n dimenzió esetére fn. Magasabb dimenzióknál is érvényes, hogy minden oktáv egyenlő mértékű zaj teljesítményt hordoz. A kétdimenziós esetben a spektrum is kétdimenziós, és a területet lefedő következő oktávok négyszer nagyobbak.

## Előfordulás
Az 1/f zaj számos területen megtalálható. A fizika területén, például égitestek elektromágneses sugárzásában, elektronikus készülékeknél. Biológia rendszereknél, megtalálható a szív ritmusban, idegrendszeri aktivitásban, pszichológiában, a mentális állapot modellezésénél 150 film átvizsgálásakor megállapították, hogy a snitteknél is megfigyelhető az 1/f eloszlású mintázat.
A pink zaj nem állítható elő egyszerű matematikai modellel, általában a fehér zaj szűrésével generálható.
A pink zaj eredetéről több elmélet is létezik. Egyesek általános következtetéseket próbálnak levonni, mások csak speciális eseteket vizsgálnak, mint például a félvezetők zaja.

## Elektronikus eszközök
Az elektronikában a határfrekvenciák felett a fehér zaj erősebb, mint a pink zaj (flicker zaj).
Nem ismeretes a pink zaj határa az elektronikában. Méréséket végeztek 10−6 Hz –ig (ez több hetet vesz igénybe), de nem tapasztalták a pink zaj teljes eltűnését.
A pink zaj eredete elektronikus készülékeknél, az eszközben lévő anyag lassú fluktuációja. Több esetben ismert az ok: hibák a fémszerkezetben, félvezetőkben található hibák, mágneses anyagok fluktuáló tartományai. A közel 1/f spektrális forma magyarázata egyszerűnek tűnik, mely a fluktuáló folyamatok kinetikus energiáinak eloszlásából ered. Egyszerű esetekben, az aktiváló energiák lapos eloszlásából következően: d(ln(f))/df = 1/f, azaz pontosan az 1/f spektrum adódik.

## Pink zaj vs. fehér zaj

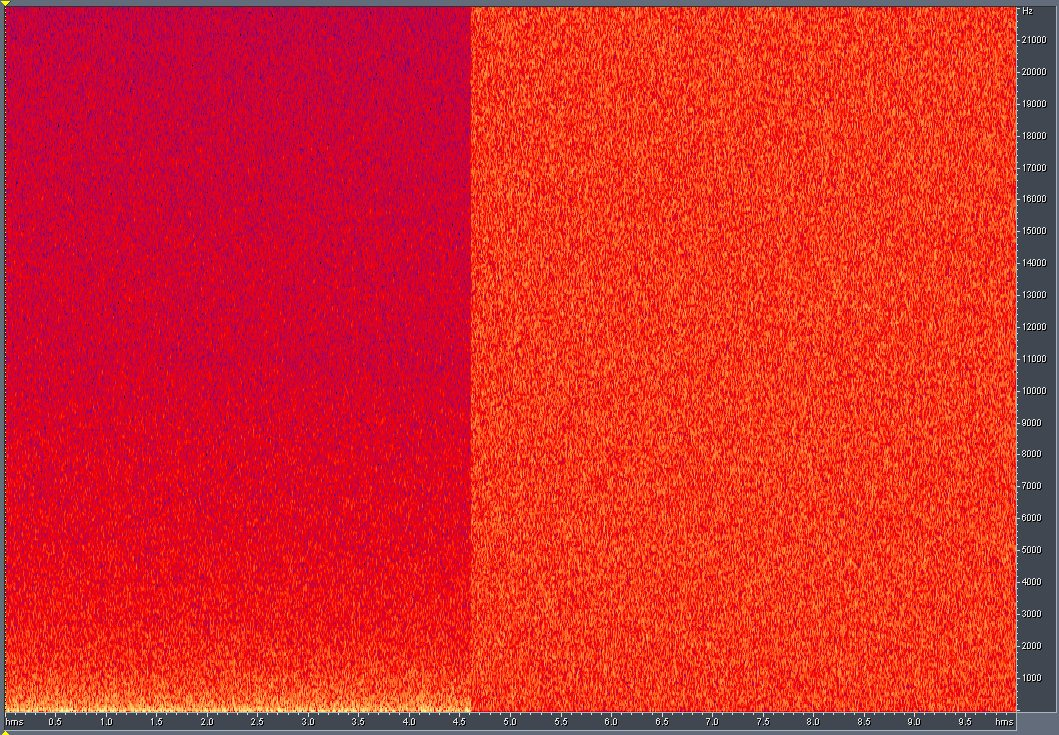
Pink zaj vs. fehér zaj

Az ábrán a pink zaj (bal oldalon) és a fehér zaj (jobb oldalon) spektrumai láthatók egy FFT spektrogram felvételen, ahol a vízszintes tengely lineáris. A fehér zaj lapos, egyenletes; a pink zaj emelkedő szintet mutat.